# Southmont (Pensilvania)
Southmont es un borough ubicado en el condado de Cambria en el estado estadounidense de Pensilvania. En el año 2000 tenía una población de 2.626 habitantes y una densidad poblacional de 830 personas por km².Tiene una superficie de 2,6 km².

## Geografía
Southmont se encuentra ubicado en las coordenadas 40°18′39″N 78°56′2″O / 40.31083, -78.93389 / 40.31083°N 78.93389°W (40.310874, -78.934005). Limita al este con la ciudad de Johnstown, al norte con el municipio de Westmont y al suroeste con la comunidad no incorporada de Elim, en el municipio de Upper Yoder. Southmont se encuentra en una elevación de casi 180 m (600 pies) sobre el valle del río Stonycreek, que atraviesa Johnstown.
Según la Oficina del Censo de Estados Unidos, el municipio tiene una superficie total de 2,7 km², todos ellos de tierra.

## Demografía
Según la Oficina del Censo en 2000 los ingresos medios por hogar en la localidad eran de $38,125 y los ingresos medios por familia eran $49,297. Los hombres tenían unos ingresos medios de $36,553 frente a los $25,398 para las mujeres. La renta per cápita para la localidad era de $25,750. Alrededor del 5.2% de la población estaba por debajo del umbral de pobreza.